# Îles Snares
Pour les articles homonymes, voir Heke.
Les îles Snares, en maori Tini Heke, en anglais Snares Islands, sont un petit archipel situé à 192 kilomètres au sud de l'île du Sud, en Nouvelle-Zélande. Les Snares sont constituées d'une île principale, l'île du Nord-Est (en), et de deux autres plus petites, l'île Broughton (en) et l'île Alert Stack, toutes trois dans la mer de Tasman. On trouve aussi, dans la même mer, la chaîne de l'Ouest (en) avec les îles Tahi, Rua, Toru, Whā et Rima, les mots maoris désignant les chiffres de un à cinq.
L'archipel possède une superficie de 3,5 km2 environ.
Les îles Snares ont été signalées pour la première fois par le capitaine George Vancouver et nommées « The Snares » (petits pièges à oiseaux ou lapins) car Vancouver les considérait comme un danger pour la navigation. Les îles étaient déjà connues par les Māori, qui appelaient la plus grande Te Taniwha (« le monstre marin »).
À la différence des autres îles sub-antarctiques qui furent grandement affectées par l'industrie de la chasse à la baleine et de la chasse aux phoques au XIXe siècle, les îles Snares constituent une des dernières régions préservées de Nouvelle-Zélande.

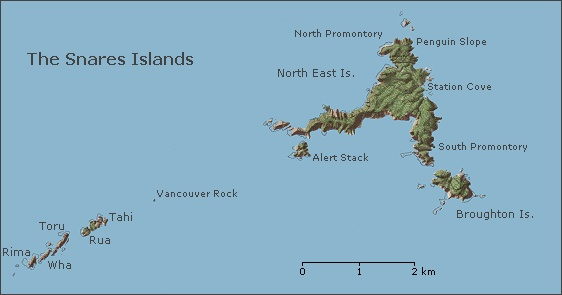
Carte des îles Snares

## Climat
Le climat des îles Snares est de type (Cfc) c'est-à-dire un climat subpolaire océanique. Les températures sont fraîches toute l'année et le vent y souffle très fort.